# Административна подјела Литваније
Административне подјеле Литваније:
- Окрузи Литваније
- Општине Литваније
- Старјешинства Литваније
- НСТЈ статистичке регије Литваније
- ISO 3166-2:LT